# 黄暁明
黄 暁明（ホアン・シャオミン、1977年11月13日 - ）は、中華人民共和国・山東省青島市出身の俳優。身長180cm、体重70kg。血液型O型。2000年、北京電影学院を卒業。

## 家族・親族
卓球選手の陳夢はいとこにあたる。
2015年にモデル・女優のアンジェラベイビーと結婚し、2017年に第1子男児が誕生したが、2022年1月28日に離婚を発表した。

## 主な出演作品

### 映画
- （歌声与魅影）（1999年）
- （我們結婚吧）（1999年） - 李俊
- （明亮的心）（2000年） - 馬陸
- （龍威父子）（2005年） - 祁風
- 女帝 ［エンペラー］ （夜宴）（2006年） - 殷隼（イン・シュン）
- （晴天日記）（2007年）
- スナイパー:（神鎗手）（2008年） - リン・ジン
- お似合いカップル（愛情呼叫轉移2：愛情左右）（2008年）※2009東京・中国映画週間で上映
- （風声）（2009年） - 武 田
- 建国大業（建国大業）（2009年） - 李銀橋
- （唐伯虎点秋香之四 大才子各顕神通）（2010年） - 唐伯虎
- イップ・マン 葉問（葉問2）（2010年） - ウォン
- 運命の子（趙氏孤兒）（2010年） - 韓厥
- フライング・ギロチン（血滴子）（2012年） - 天狼
- 恋の紫煙2（春嬌與志明）（2012年） - ゲスト出演
- ドラゴン・コップス 微笑捜査線（2013年）
- ラスト・シャンハイ（大上海）（2013年） - 成大器（チェン・ダーチー）青年期
- アメリカン・ドリーム・イン・チャイナ（中国合伙人）（2013年） - 主演　※2013東京／沖縄・中国映画週間で上映
- 愛のカケヒキ（撒娇女人好命）（2014年）※2015東京・中国映画週間で上映
- 白髪妖魔伝（白髮魔女傳之明月天國3D）（2014年） - 卓一航
- The Crossing ザ・クロッシング Part I（太平輪）（2014年） - 雷義方（レイ・イーファン）
- The Crossing ザ・クロッシング Part II（太平輪 彼岸）（2015年） - 雷義方（レイ・イーファン）
- ユア・マイ・サンシャイン（何以笙箫默）（2015年）※2015東京・中国映画週間で上映
- 封神伝奇 バトル・オブ・ゴッド（封神传奇）（2016年） - 楊戩
- 大脱出2（Escape Plan 2: Hades）（2018年） -  シュー
- ブレイブ 大都市焼失（烈火英雄）（2019年）

### テレビドラマ
- （龍珠風暴）（2000年） - 狄光遠
- （長纓在手）（2001年） - 張力
- （風流少年唐伯虎）（2002年） - 唐伯虎
- （無敵県令）（2002年）- 天龍太子
- （大漢天子）（2002年） - 漢武帝
- （環珠格格3） － 天上人間（2002年） - 蕭剣
- ヒロイック・レジェンド（萍踪侠影）（2003年） - 王子
- （女才男貌）（2004年） - 王軍
- 龍票〜清朝最後の豪商（龍票）（2004年） - 祁子俊
- （大漢天子II）（2004年） - 漢武帝
- （聊齋） － 陸判（2005年） - 白楊
- （大漢天子III）（2005年） - 漢武帝
- 新・上海グランド（新上海灘）（2006年） - 許文強
- 神鵰侠侶（神鵰侠侶）（2006年） - 楊過
- 鹿鼎記〈新版〉（鹿鼎記）（2008年）- 韋小宝
- ダーク・フレグランス（暗香）（2008年） - 程大、程遠
- 泡沫の夏（泡沫之夏）（2010年） - 洛熙
- 岳飛伝 THE LAST HERO（精忠岳飛）（2013年） - 岳飛
- 琅琊榜〈弐〉〜風雲来る長林軍〜（琅琊榜之風起長林）（2017年）
- 君、花海棠の紅にあらず（边不是海棠红）（2020年） - 程鳳台

### 広告・CM
- 東芝（2008年12月 - ）
- スイス・ティソ（2009年11月 - ）